# پینوکیو (مجموعه تلویزیونی ۲۰۱۴)
پینوکیو به (به انگلیسی: Pinocchio) سریالی ۲۰ قسمتی سال ۲۰۱۵–۲۰۱۴ محصول کشور کره جنوبی می‌باشد؛ که از شبکه SBS پخش شد. این سریال بیش از ۸ جایزه را از آن خود کرد و در چین، تایلند، ژاپن و سایر کشورها پخش شد و ریتینگ بالایی نسبت به دیگر سریال‌ها داشت.

## خلاصه داستان
در سال ۲۰۰۰ کی‌ها میونگ با خانواده اش زندگی خوبی داشتند. پدر او کی هو سانگ کارمند ادارهٔ آتش‌نشانی در حال انجام وظیفه به همراه ۹ تن از همکارانش کشته می‌شود؛ و خبرنگاران وی را که کاپیتان این گروه آتشنشانی بود را مقصر جلوه می‌دهد. اینگونه می‌شود که کی‌ها میونگ و برادر بزرگترش کی جه میونگ با مرگ مادرشان از هم جدا می‌شوند.
حال پیرمردی به نام چوی گونگ پیل که آلزایمر دارد، هامیونگ را به عنوان پسر خودش چوی دال پو که چهل سال پیش در دریا غرق شده می‌پذیرد و زندگی می‌کنند.
داستان از اینجا شروع می‌شود که شوهر مطلقهٔ سونگ چا اوک (گزارشگری که کی هو سانگ را مقصر جلوه می‌دهد) و دخترش چوی این‌ها برای زندگی به خانه پدری شان یعنی همان خانه‌ای که دال پو زندگی می‌کند می‌روند.
سال ۲۰۰۷ دال پو و این‌ها در یک مدرسه به عنوان عمو و برادرزاده درس می‌خوانند؛ و هامیونگ ( که با نام  دال پو زندگی میکند) با وجود نفرت از مادر این ها؛ به او علاقه‌مند می‌شود؛ دال پو ( همون هامیونگ) برای انتقام مرگ پدرش گزارشگر می‌شود. و این‌ها که سال‌ها رؤیای گزارشگر شدن را در سر می‌پروراند ولی به دلیل سندروم پینوکیو (سندرومی غیرواقعی در سریال که شخص بعد از دروغ گفتن دچار سکسکه می‌شود) او را نمی‌پذیرفتند؛ ولی با کمک کی‌ها میونگ بالاخره موفق می‌شود در این راه قدم بگذارد. و داستان عشقی آن‌ها در سال۲۰۱۳ شکل میگرد و…

## بازیگران اصلی
- نقش اول مرد لی جونگ سوک در نقش چوی دال‌پو (کی هامیونگ)
- نقش اول زن پارک شین-هه در نقش چوی این‌ها
- کیم یونگ کوانگ در نقش سو بوم جو
- لی یو بی در نقش یون یو ره

بازیگران مکمل
- لی پیل مو در نقش هوانگ گیو دونگ (کاپیتان خبرگزاری YJN)

- جین کیونگ در نقش سونگ چا اوک

- یون کیون-سانگ در نقش کی جه میونگ